# Pas de caractère
Pas de caractere – w balecie klasycznym wariacja stylizowana na jakimś tańcu ludowym, na przykład: taniec hiszpański i taniec węgierski w Jeziorze łabędzim Piotra Czajkowskiego. Również taniec stylizowany na charakterystycznych ruchach, jak na przykład taniec: lalek, murzynów, ołowianych żołnierzyków.